# Візит Вселенського Патріарха Варфоломія до України (2021)
Візит Вселенського Патріарха Варфоломія до України — візит Вселенського Патріарха Варфоломія до України з нагоди святкування 30-ї річниці незалежності України, що відбувся 20—24 серпня 2021 року на запрошення Президента України Володимира Зеленського і предстоятеля Православної церкви України (ПЦУ) митрополита Епіфанія.

## Перед візитом
За кілька днів до візиту у Вселенському патріархаті заявили, що акції протестів проти візиту організовані прихильниками РПЦ в Україні ніяким чином не зачіпають і не зупиняють Вселенський Патріархат. Щобільше, там підкреслили, що РПЦвУ не можуть представляти думки всього українського народу.
У РПЦвУ заявили, що не будуть брати участі в заходах де буде Вселенський патріарх Варфоломій.

## Перебіг візиту

### 20 серпня
Патріарх Варфоломій пізно ввечері приземлився в аеропорті Києва. Його зустрів прем'єр міністр України Денис Шмигаль та предстоятель Православної Церкви України митрополит Епіфаній із духовенством ПЦУ, зокрема митрополитами, єпископами, священством. 
Після того ввечері патріарх зустрівся із президентом України Володимиром Зеленським «Передусім хочу подякувати вам за цей візит. Для мене особисто, для України, для нас усіх – це велика честь, що ви приєдналися до нас в такі важливі дні, коли ми відзначаємо 30-річчя нашої незалежності. Це для нас дуже важливо», – наголосив президент на початку зустрічі. Володимир Зеленський на зустрічі зазначив, що одним з чинників, які агресор застосовує проти України як гібридну зброю, є релігійний. Своєю чергою патріарх Варфоломій наголосив, що щасливий бути на прекрасній гостинній українській землі, особливо тоді, коли Україна святкує 30-ту річницю незалежності.
Віряни РПЦвУ зустрічали кортеж патріарха Варфоломія вздовж дороги до аеропорту плакатами з надписом «Наш предстоятель — Онуфрій», але сам Онуфрій не явився на акцію. Інші віряни РПЦвУ мали намір зустріти Варфоломія із вигуками «Наш патріарх - Кирило». Пізніше у ЗМІ появилась інформація, що акції були проплаченими.

### 21 серпня
Патріарх Варфоломій звершив вечірнє богослужіння в Андріївській Церкві - ставропігії Вселенського патріархату. Пізніше відбулось прийняття в ставропігії Вселенського патріархату в Києві.

### 22 серпня
Патріарх Варфоломій та митрополит Епіфаній звершили богослужіння в Софії Київській за участі духовенства ПЦУ, духовенства з Афону та близько 15 тисяч вірян.
Патріарх Варфоломій та митрополит Епіфаній зустрівся із дітьми полеглих ветеранів АТО-ООС та дітьми з інвалідністю.

### 23 серпня
Патріарх Варфоломій та митрополит Епіфаній зустрілись з греками в Україні, та українцями грецького походження.
Патріарх Варфоломій взяв участь у засіданні ВРЦіРО. РПЦвУ не з'явились на засідання попри членство у ВРЦіРО.

### 24 серпня
Зранку патріарх зустрівся із прем'єр міністром України Денисом Шмигалем. У РПЦвУ запустили фейк про те що патріарха Варфоломія не допустили на міжконфесійну молитву за Україну біля Софії Київської. Потім патріарх Варфоломій та митрополит Епіфаній відвідали урочистості з нагоди Дня Незалежності України. На них прибув очільник РПЦвУ Онуфрій (Березовський). Також патріарх Варфоломій відвідав Видубицький монастир, де проводив своє служіння майбутній предстоятель ПЦУ.

## Оцінки
Речник ПЦУ архієпископ Євстратій (Зоря) сказав, що патріарх Варфоломій покинув Україну «натхненний», а всі протести РПЦвУ були оцінені як «московські вибрики».
Вселенський патріарх Варфоломій заявив, що готовий вислухати проблеми РПЦвУ, але в рамках канонів Церкви.
Патріарх Московський Кирил (Гундяєв) назвав візит патріарха Варфоломія «гріховним». У РПЦвУ також впевнені, що патріарх Варфоломій хотів їх «проклясти і вчинити провокації», але вони «завадили» цьому завдяки ГО «Миряни».